# Lista siturilor arheologice din județul Suceava - G
Lista siturilor arheologice din județul Suceava - G conține toate siturile arheologice din județul Suceava înscrise în Repertoriul Arheologic Național (RAN) și aflate în localități al căror nume începe cu litera G. RAN este administrat de Ministerul Culturii și Patrimoniului Național și cuprinde date științifice, cartografice, topografice, imagini și planuri, precum și orice alte informații privitoare la zonele cu potențial arheologic, studiate sau nu, încă existente sau dispărute.
Puteți căuta un sit din localitățile care încep cu litera G folosind formularul de mai jos sau puteți naviga prin toate siturile din județ la Lista siturilor arheologice din județul Suceava.
| Cod RAN                                | Denumire | Localitate                   | Adresă             | Datare     | Descoperit | Coordonate | Imagine           | Erori            |
| -------------------------------------- | --- | ---------------------------- | ------------------ | ---------- | ---------- | ---------- | ----------------- | ---------------- |
| 147107.01.01 (Cod LMI: SV-I-s-A-05414) | Biserica medievală de la Giulești / ansamblu anonim (Categorie: structură de cult/religioasă) (Tip: Biserică)                      | sat Giulești, comuna Boroaia |                    | sec. XIV   |            |            | Încărcați imagine | Raportați eroare |
| 146593.01.01 (Cod LMI: SV-I-s-B-05415) | Fortificația medievală de la Gura Humorului - "Pădurea Bogdăneasa" / ansamblu anonim (Categorie: fortificație) (Tip: Fortificație) | oraș Gura Humorului          | Pădurea Bogdăneasa | sec. XVIII |            |            | Încărcați imagine | Raportați eroare |